# Партейн, Пол
Пол Алан Партейн (англ. Paul A. Partain; 22 ноября 1946, Остин, штат Техас, США — 28 января 2005, там же) — американский актёр, наиболее известный ролью инвалида-колясочника Франклина Хардеста в оригинальном фильме «Техасская резня бензопилой».

## Биография
Во время войны во Вьетнаме служил в ВМС США. После возвращения на родину  работал на заводе электроники. Осенью 1972 года был уволен с работы. В 1974  году директор одного из театров предложил ему пройти прослушивание на роль Вилли в пьесе режиссера Сидни Люмета «Любящая Молли». Эта роль положила начало его актёрской деятельности.
Люмет познакомил Партейна со сценаристом и продюсером Кимом Хенкелем, написавшим сценарий к фильму «Техасская резня бензопилой». Партейн пробовался и получил роль Франклина Хардести, инвалида-колясочника брата Салли и, по словам кинокритика Роба Гонсалвеса, «немного сложного в обхождении». Гонсалвес далее комментирует, что «Хупер и Хенкел отказались сделать его лучше остальных только потому, что он в инвалидном кресле. Инвалидность Франклина превратила его в жалкого, неприятного малого, а может быть, он и так был бы таким, даже если бы пользовался своими ногами».
Сыграл в нескольких фильмах ужасов «Гонки с дьяволом», «Техасская резня бензопилой 4: Новое поколение» и др.
В 1980-х годах актерская карьера Партейна застопорилась. Работал региональным менеджером по продажам в Zenith Electronics Corporation. Снова начал сниматься в кино в 1990-х годах.

## Избранная фильмография
- 1974 — Любя Молли — Уилли (нет в титрах)
- 1974 — Техасская резня бензопилой — Франклин Хардест[англ.]
- 1977  – Раскаты грома – зять
- 2003 – Жизнь Дэвида Гейла – алкоголик (нет в титрах)

Умер от рака.